# Eiershagen
Eiershagen, ein Weiler, ist eine von 106 Ortschaften der Gemeinde Reichshof im Oberbergischen Kreis im nordrhein-westfälischen Regierungsbezirk Köln in Deutschland.

## Lage und Beschreibung
Eiershagen liegt westlich von Denklingen, die nächstgelegenen Zentren sind Gummersbach (20 km nordwestlich), Köln (50 km westlich) und Siegen (34 km südöstlich).

## Geschichte

### Erstnennung
1467 wurde der Ort das erste Mal urkundlich erwähnt und zwar „Eierßhain wird bei einem Grenzumgang genannt“.
Seit der kommunalen Neugliederung 1969 ist Eiershagen Bestandteil der Gemeinde Reichshof.
| Bevölkerungsentwicklung | Bevölkerungsentwicklung |
| Jahr                    | Einwohner               |
| ----------------------- | ----------------------- |
| 1946                    | 45                      |
| 1991                    | 139                     |
| 2005                    | 138                     |
| 2006                    | 145                     |
| 2008                    | 146                     |
| 2017                    | 126                     |
| 2018                    | 130                     |
| 2019                    | 126                     |

## Freizeit

### Vereinswesen
- Fahrsportfreunde Reichshof-Eiershagen

### Veranstaltungen
- Jeweils im Herbst findet ein Dorfaktionstag im Zeichen des „Tages der Regionen“ statt. Aspekte der Land- und Forstwirtschaft, Handwerk, Kunst und Natur werden dabei herausgestellt. Das Besondere ist, das die Stände in den Gärten und Scheunen der Einwohner aufgebaut sind und so eine familiäre Atmosphäre entsteht. 2018 fand der vorläufig letzte Dorfaktionstag statt.
- Jedes Jahr findet hier ein Fahrturnier der Fahrsportfreunde Reichshof-Eiershagen statt.

#### Radwege
Eiershagen wird von einer der themengebundene Fahrradtouren der Gemeinde Reichshof durchquert, der Tour de Denklingen.

## Persönlichkeiten
- Hermann Conrad (1889–1959), Gründer des Museums auf Schloss Homburg

## Besonderheiten
Im landesweit ausgetragenen Wettbewerb Unser Dorf hat Zukunft erhielt Eiershagen folgende Auszeichnungen:
- 1993 Landeswettbewerb Silber + Sonderpreis
- 1995 Landeswettbewerb Silber
- 1997 Golddorf